# Pachycytes sericeovittata
Pachycytes sericeovittata là một loài bọ cánh cứng trong họ Cerambycidae.